# Chauchigny
Chauchigny település Franciaországban, Aube megyében. Lakosainak száma 222 fő (2022. január 1.). Chauchigny Chapelle-Vallon, Rilly-Sainte-Syre, Savières és Villacerf községekkel határos.

## Népesség
A település népessége az elmúlt években az alábbi módon változott:
| Lakosok száma | 226  | 212  | 224  | 252  | 259  | 264  | 246  | 232  | 228  | 222  |
|               | 1968 | 1982 | 1990 | 2006 | 2013 | 2015 | 2017 | 2019 | 2020 | 2022 |